# Mrčić
Mrčić (Servisch cyrillisch Мрчић) is een plaats in de Servische gemeente Valjevo. De plaats telt 192 inwoners (2002).

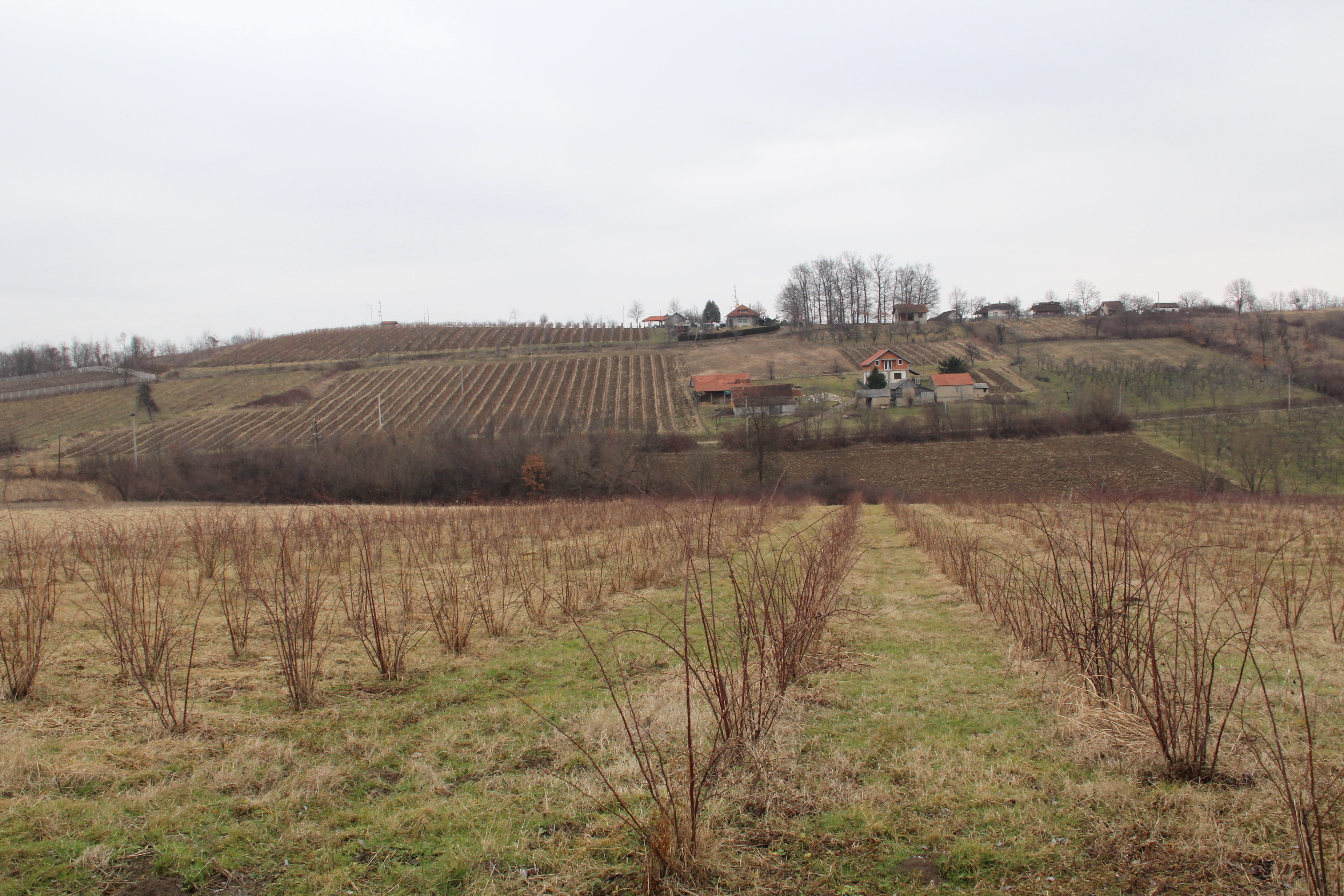
Mrcic village - panorama
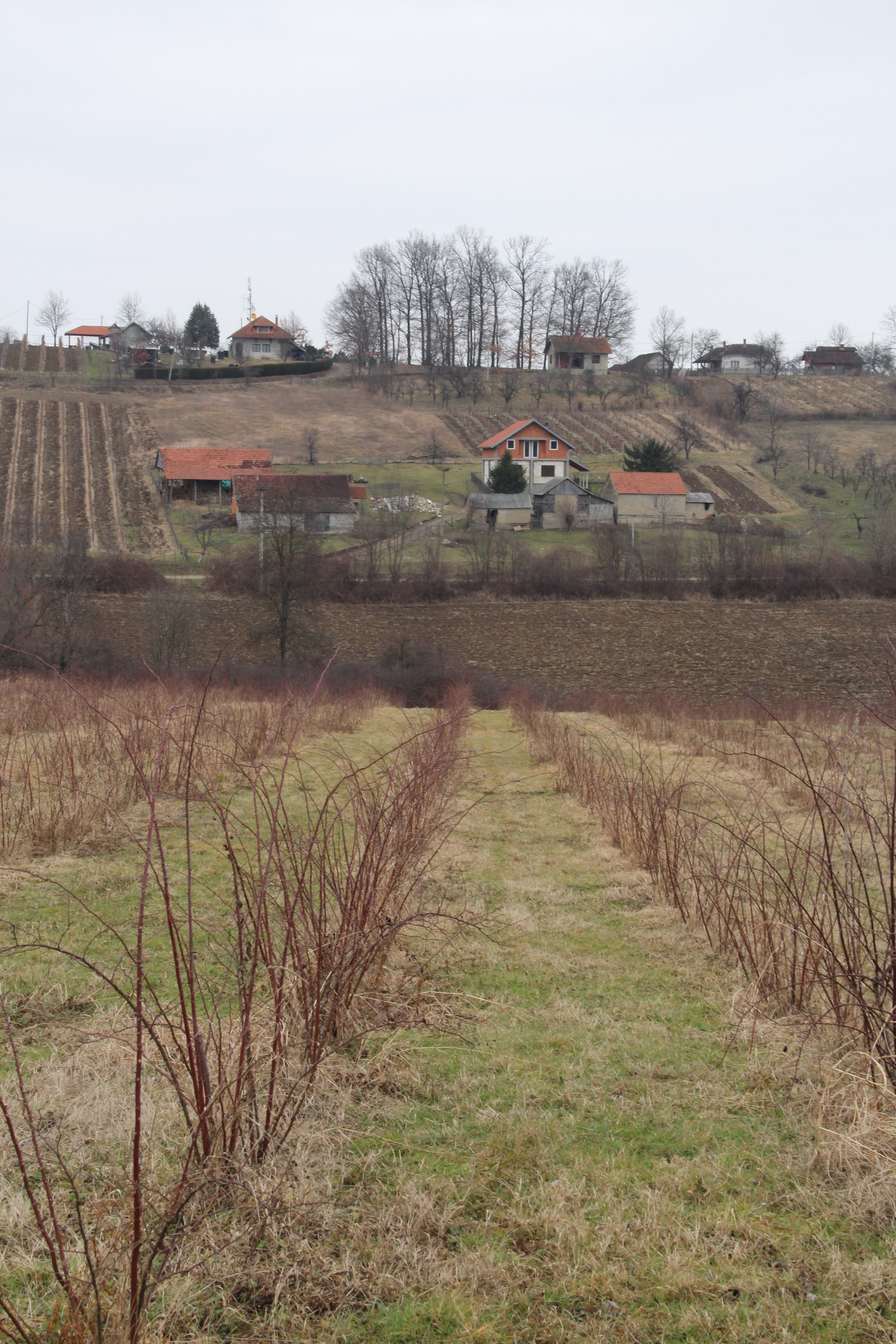
Mrcic village - panorama
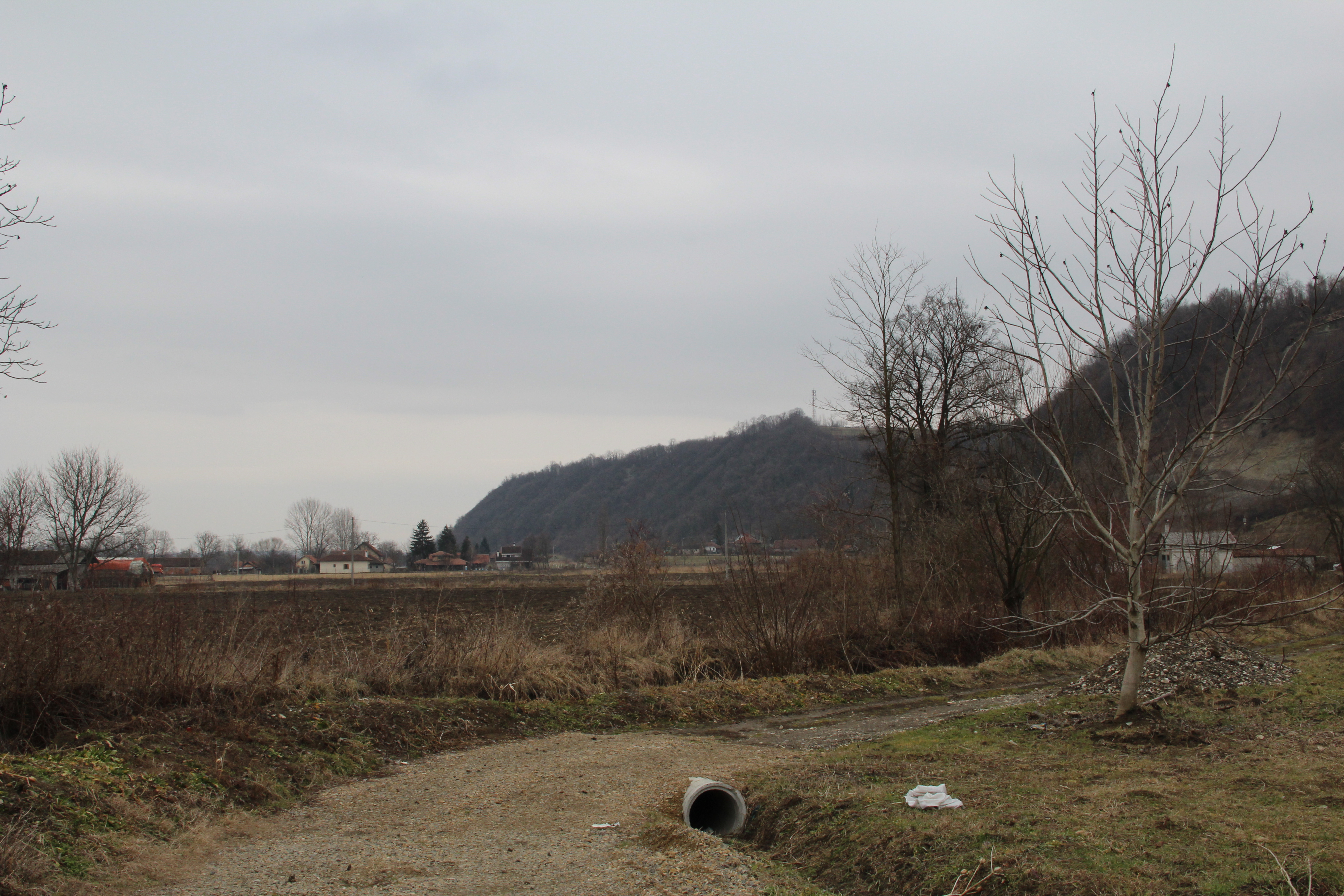
Mrcic village - panorama
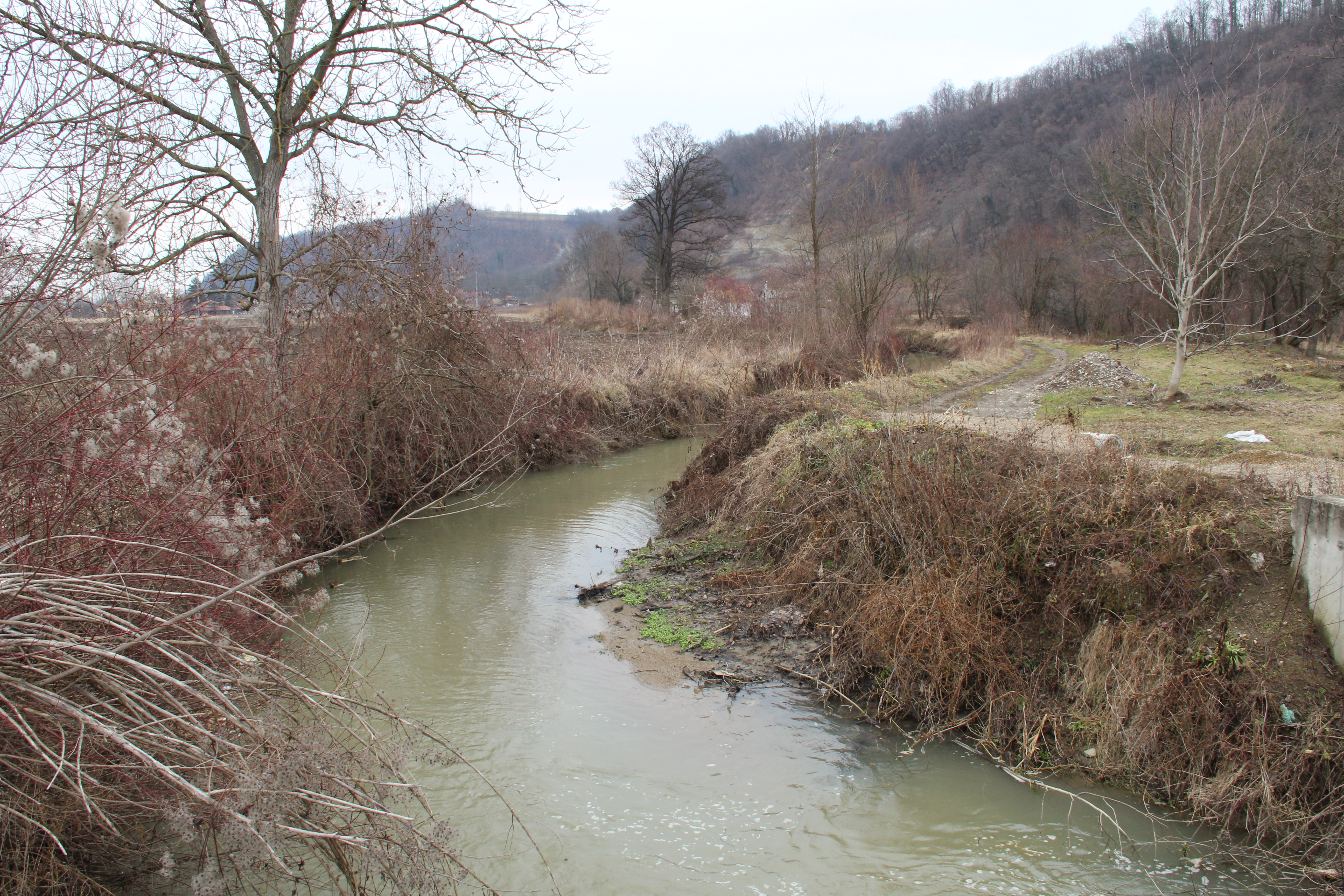
Mrcic village - panorama - river Banja
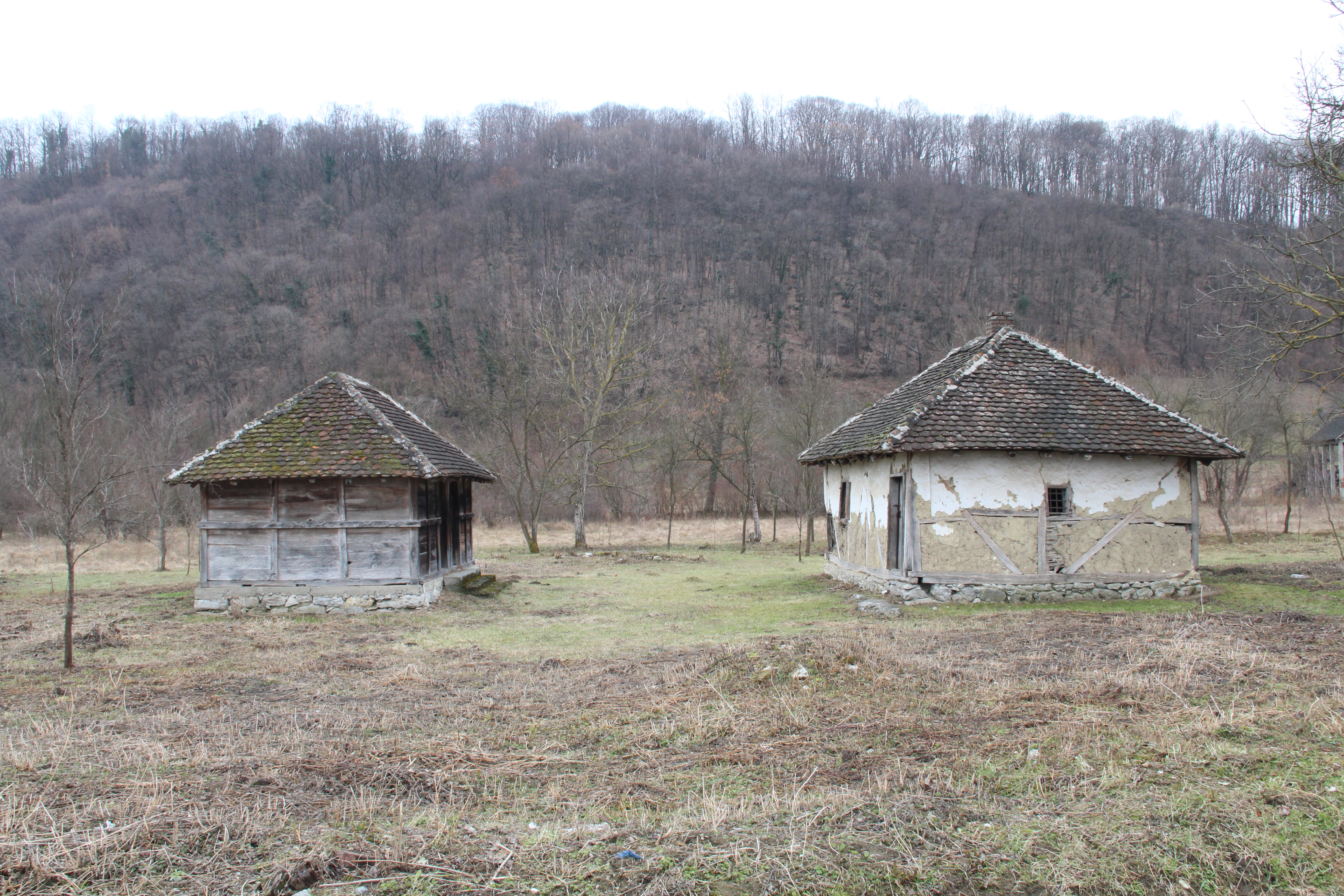
Mrcic village - old rural home
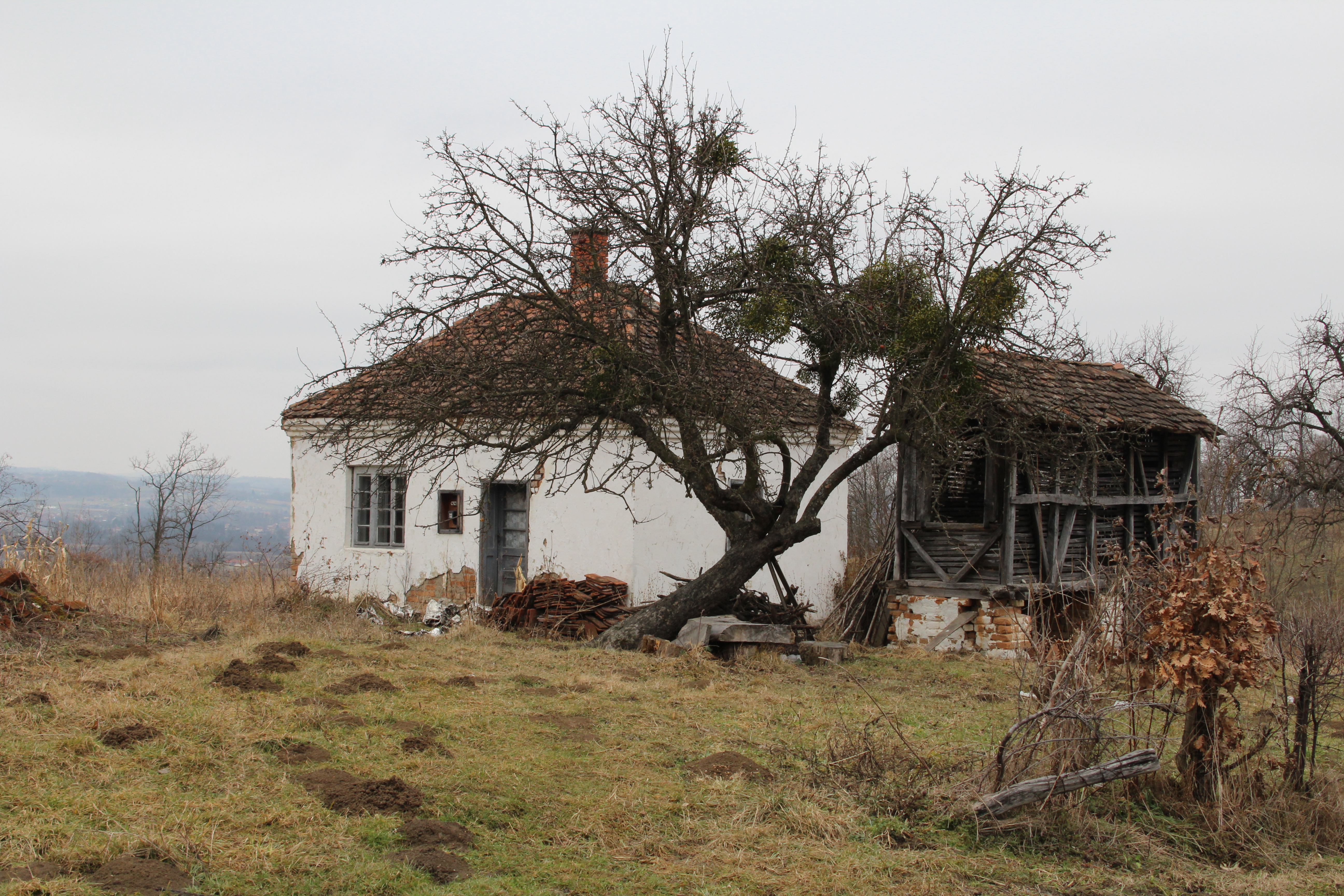
Mrcic village - old rural home
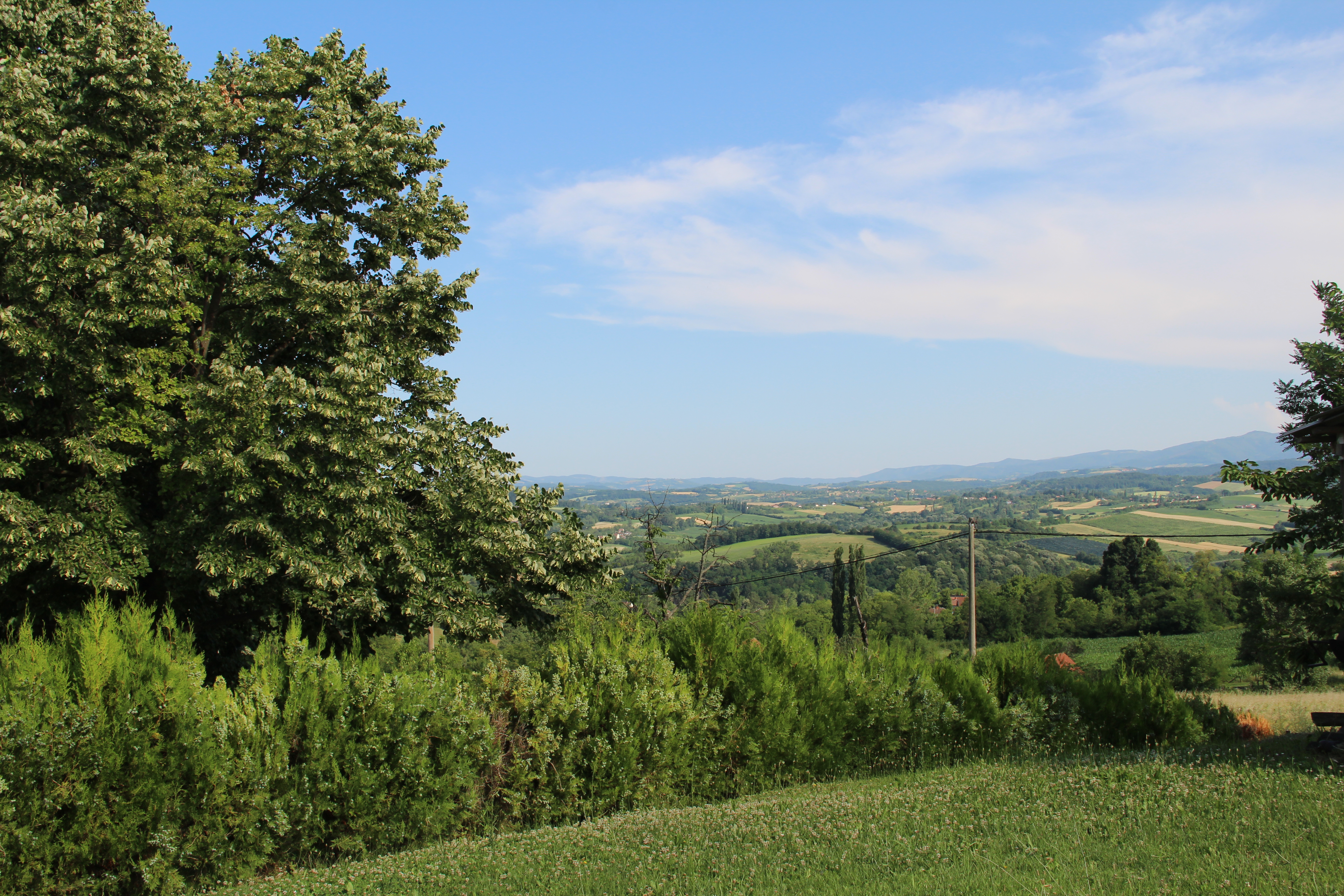
Mrcic - panorama
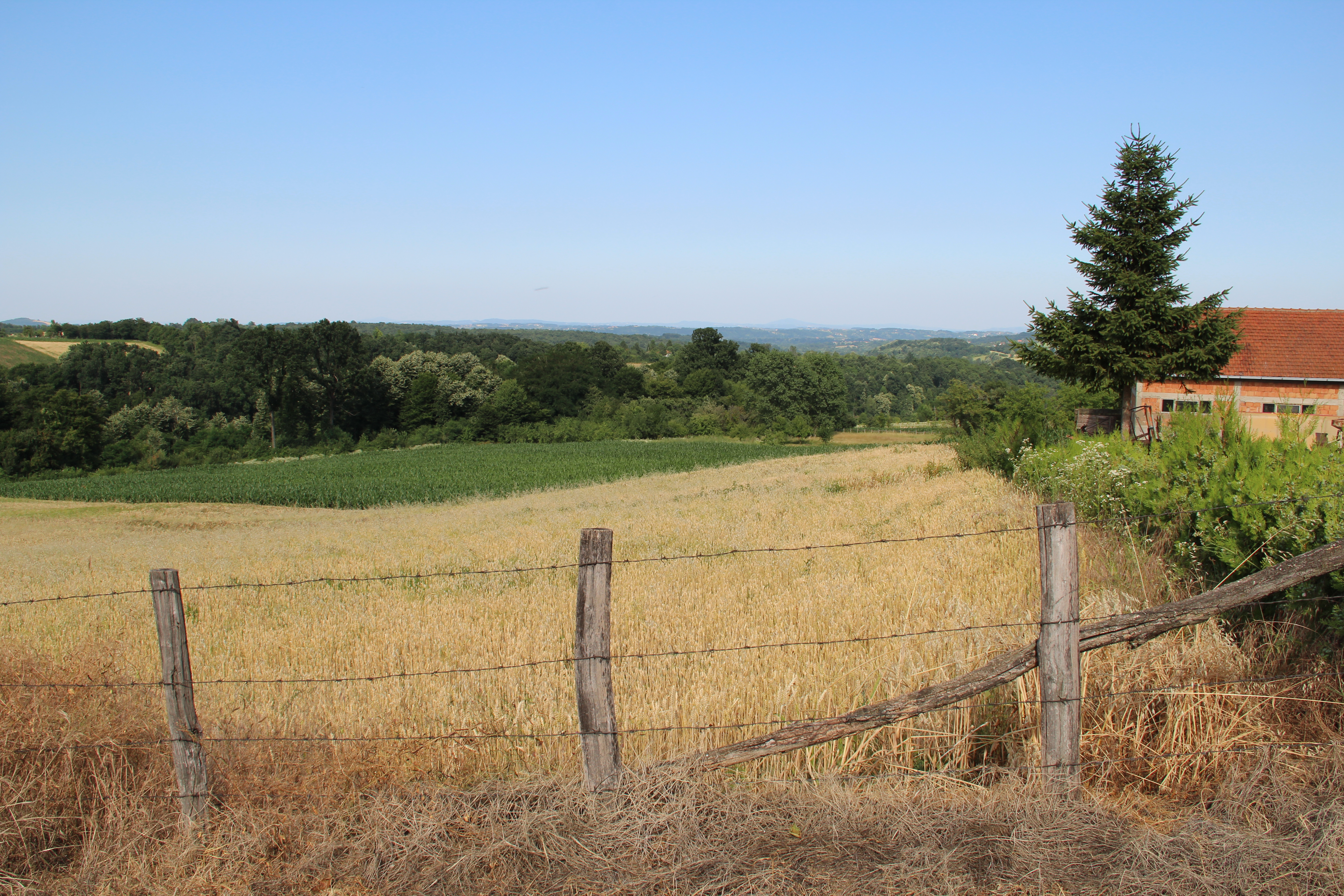
Mrcic - panorama
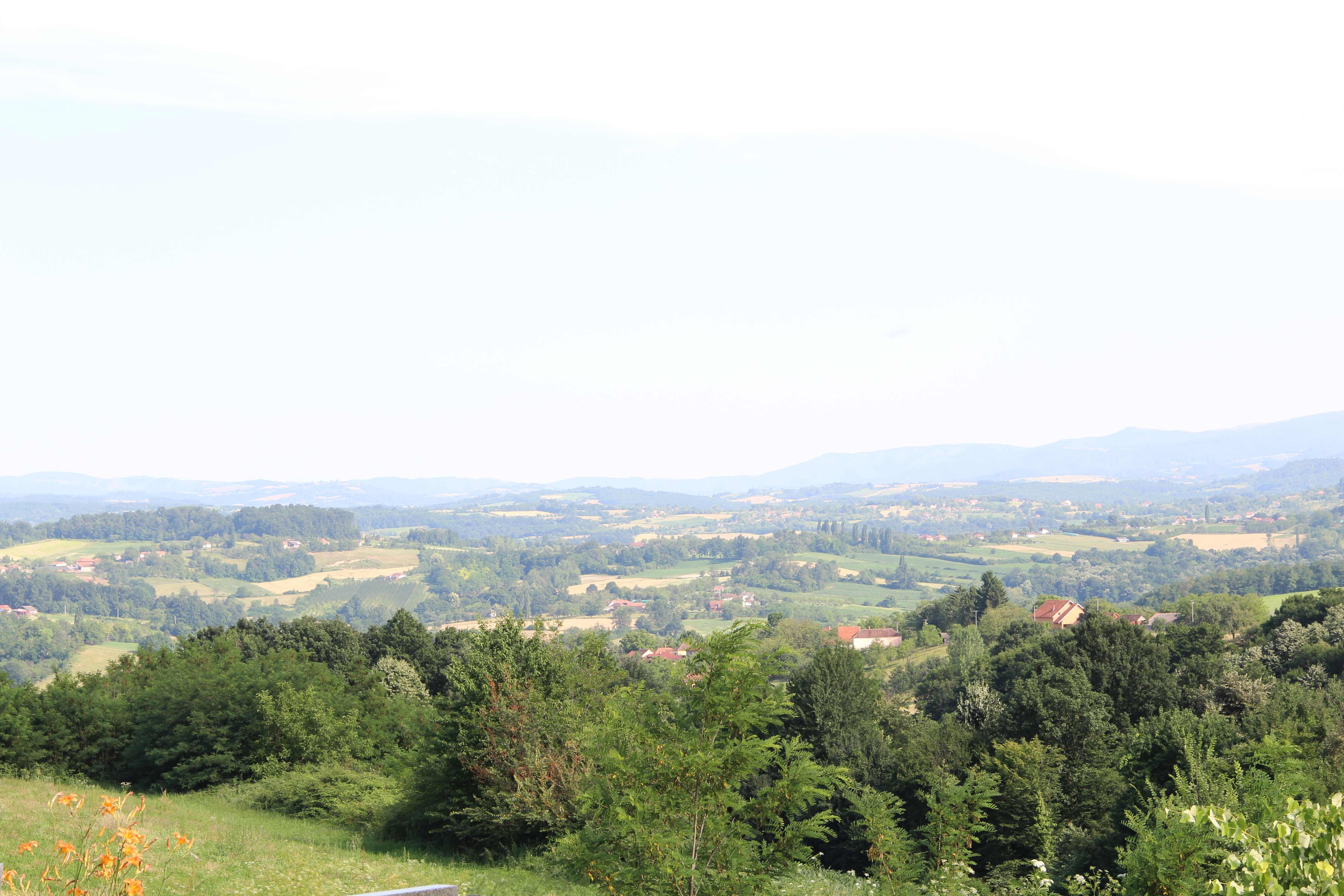
Mrcic - panorama
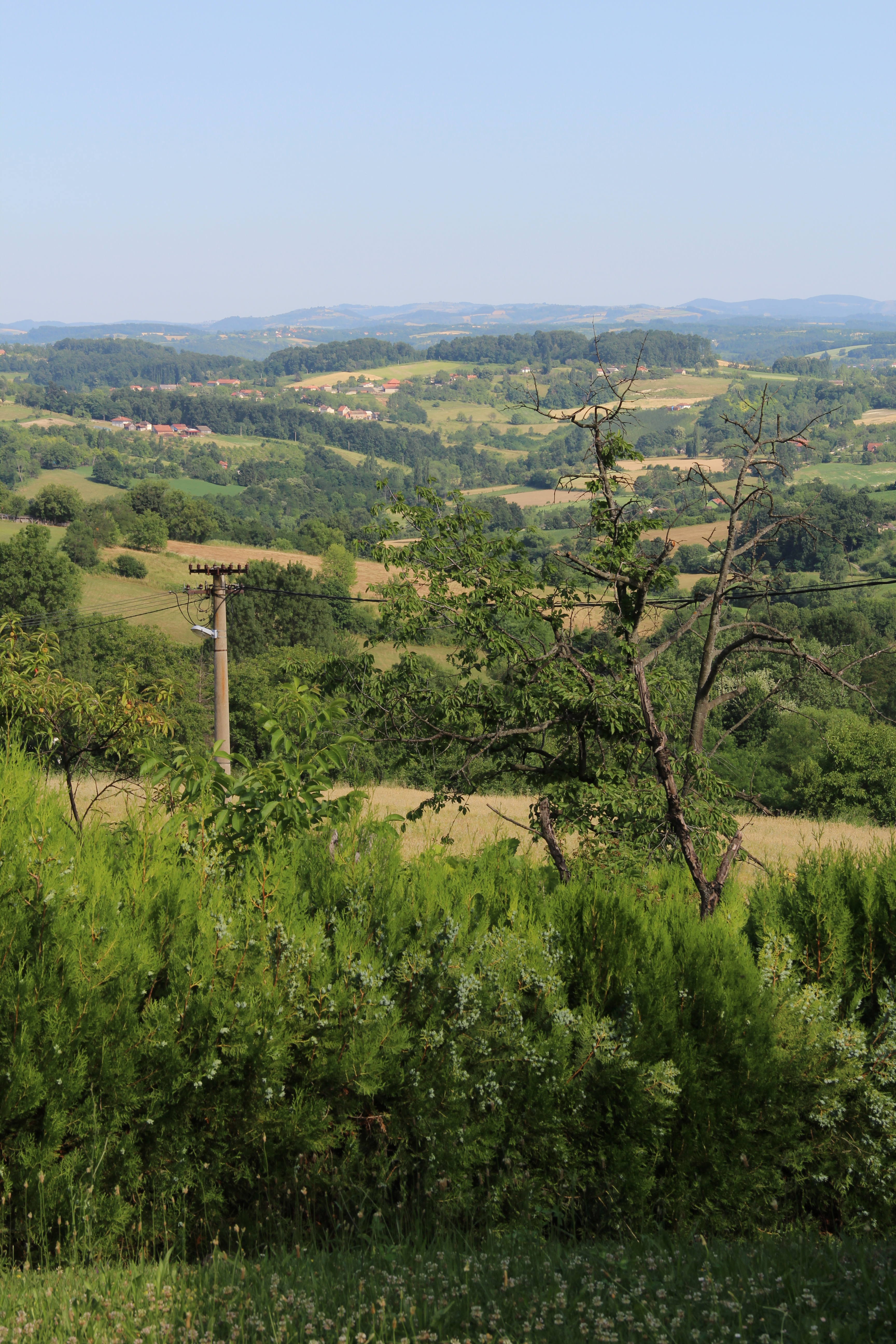
Mrcic - panorama
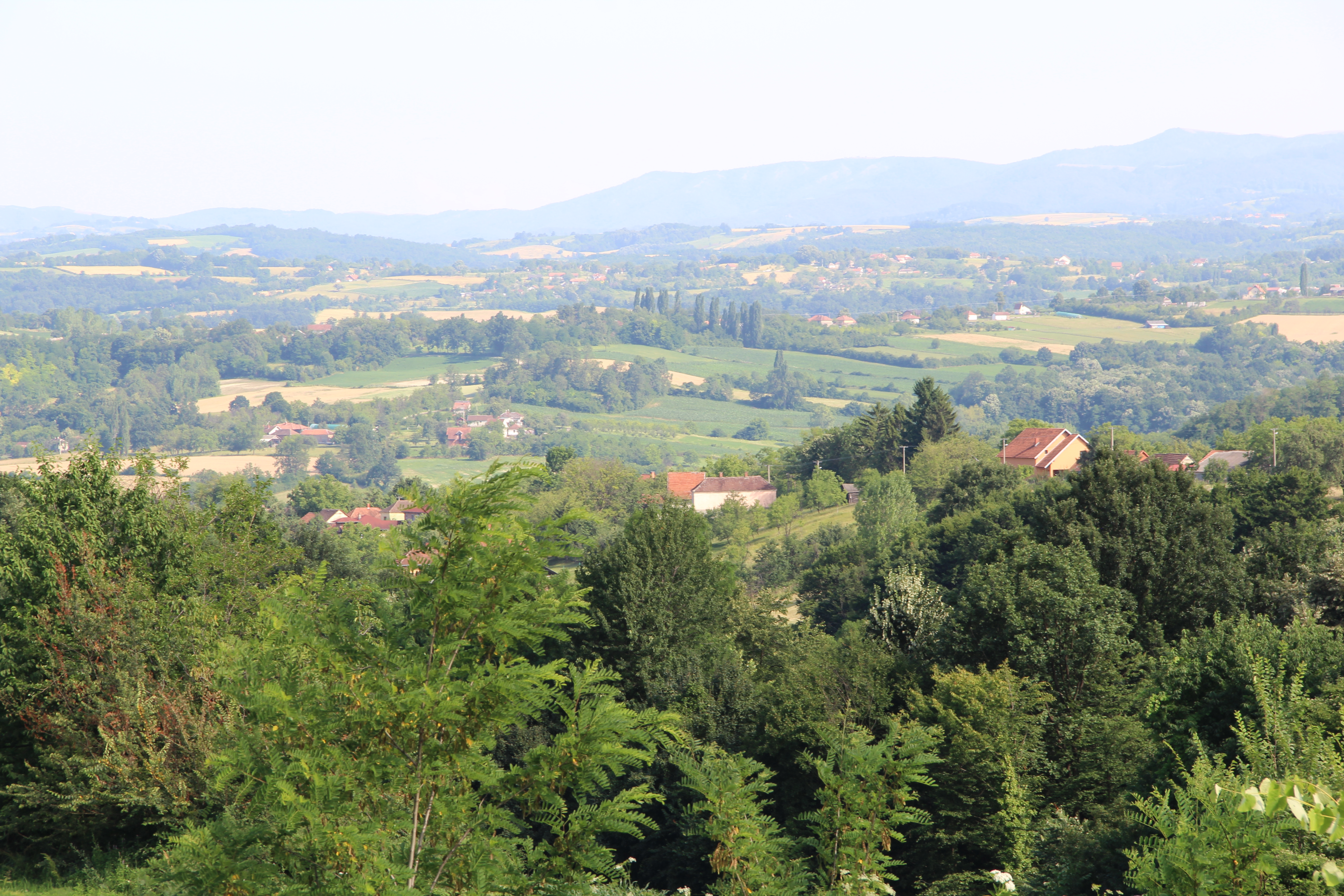
Mrcic - panorama